# 코스테료보

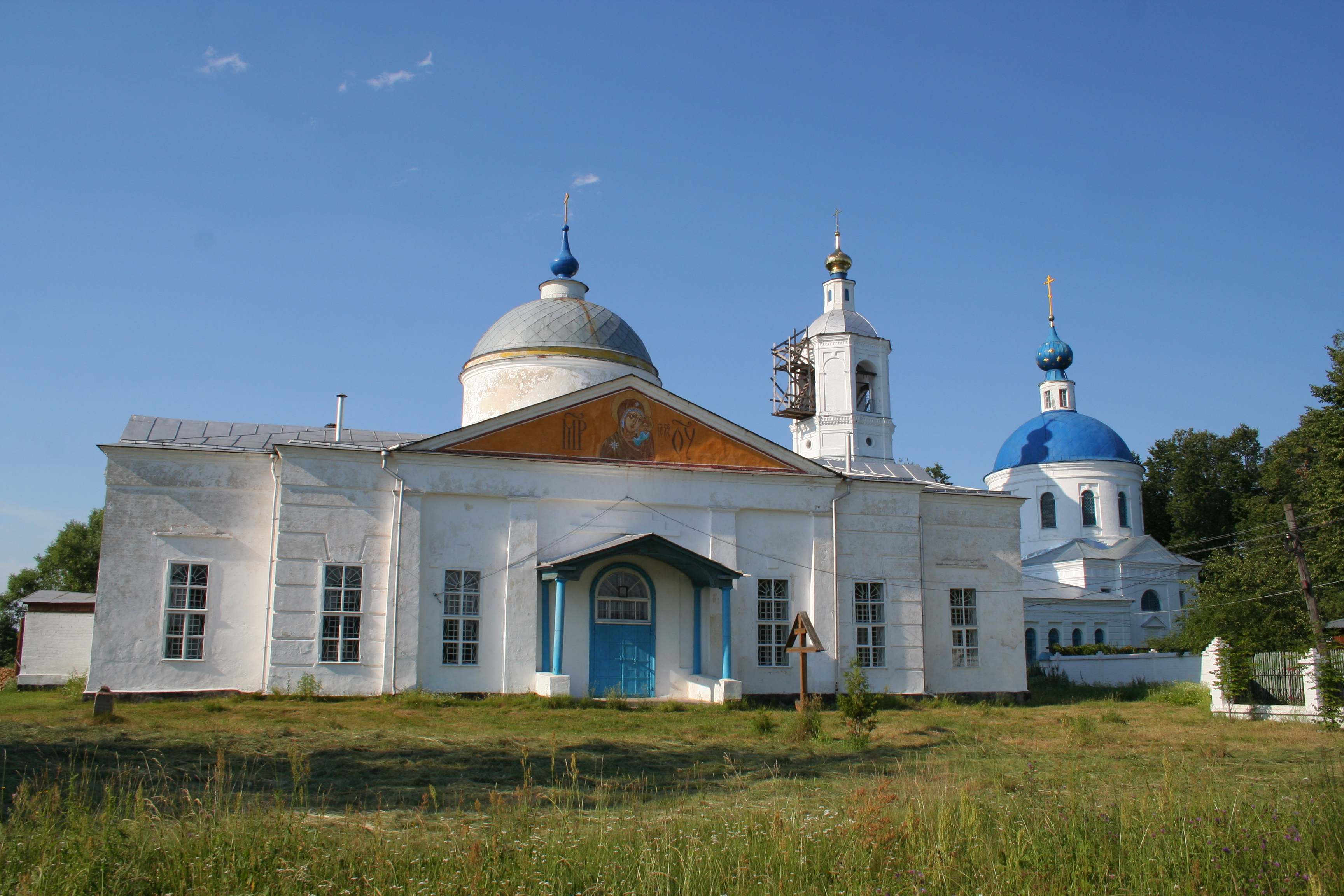

코스테료보(러시아어: Костерёво)는 러시아 블라디미르주 남서부에 위치한 도시로, 인구는 9,608명(2002년 기준)이다. 블라디미르(블라디미르 주의 주도)에서 서쪽으로 52km 정도 떨어진 곳에 위치한다. 1890년 철도역이 개통되면서 신설되었고 1981년 시로 승격되었다.